# Pfarrhaus Uttenhofen (Pfaffenhofen an der Ilm)

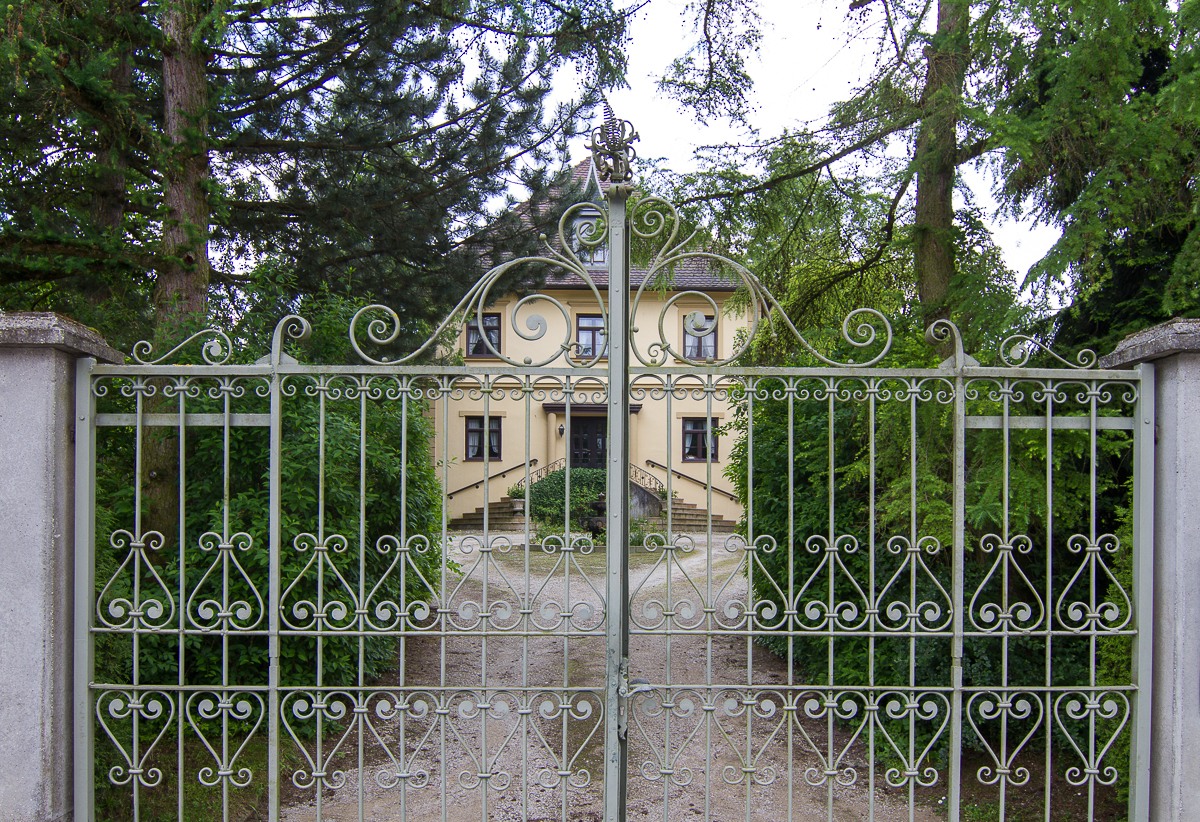
Ehemaliges Pfarrhaus in Uttenhofen

Das Pfarrhaus in Uttenhofen, einem Stadtteil von Pfaffenhofen an der Ilm im oberbayerischen Landkreis Pfaffenhofen an der Ilm, wurde 1825 errichtet. Das ehemalige Pfarrhaus an der Schmädelstraße 12, in der Nähe der katholischen Pfarrkirche St. Sebastian, gehört zu den geschützten Baudenkmälern in Bayern.
Der zweigeschossige, verputzte Walmdachbau mit Eckrustika und Gauben besitzt fünf zu drei Fensterachsen. Er wurde im Stil des Klassizismus errichtet.
Das Säulenportal und der Treppenaufgang stammt aus dem Jahr 1971.